# Xenotoka červenoocasá
Xenotoka červenoocasá (známá též pod názvy gudea červenoocasá, gudea Eisenova, živorodka červenoocasá, živorodka mexická[rozpor], gudea mexická[rozpor] a živorodka Eisenova[zdroj?]) je drobná sladkovodní rybka původem ze středního Mexika. Je chována též jako akvarijní ryba.

## Popis
Xenotoka červenoocasá je jedna z mála viviparních, tedy pravých živorodých akvarijních ryb. Oproti mnoha jiným živorodým rybkám tento druh rodí svá mláďata ocasem napřed. Naproti tomu ovoviviparní, nepravé živorodky rodí svá mláďata v jikerném obalu, který při opuštění těla matky praskne. Tělo rybky silně připomíná kapra. Samice je olivové barvy, samec mívá zadní polovinu těla zbarvenou do oranžova až do červena. Rozdíl obou pohlaví je velmi výrazný. V akváriích byly prošlechtěny formy s více či méně odlišným zabarvením, vždy se ale jedná převážně o červenou a žlutou barvu. Obě pohlaví mívají na skřelích modročerně zabarvenou skvrnu. Samci dorůstají délky až 6 cm, samice až 7 cm. Maximálně se může dorůst délky 7,5 cm. Je všežravec, mimo rostlin se živí červy, drobnými korýši, hmyzími larvami, detritem nebo vodním hmyzem.

## Výskyt
V přírodě se vyskytuje pouze v Mexiku, je tedy endemitem. Konkrétně žije v řekách Rio Grande, Ameca, Ayuquila, Compostela a Coahuayana u města Tepic ve státě Nayarit. V roce 2019 se její stav stále snižoval, výskyt se omezil jen na několik potoků a bystřin v oblasti. Jde v přírodě o velmi vzácnou rybu. Traduje se, že v minulosti za ni hrozil trest smrti.[zdroj⁠?!] Je velmi přísně chráněná a od roku 2018 se eviduje v červené knize ohrožených druhů zvířat. Mezi akvaristy poměrně rozšířená. Vláda Mexika již několikrát od akvaristů tuto rybku vykupovala a vracela zpět do volné přírody.[zdroj?] To je jasně doložitelná ukázka zásluhy akvaristů – díky nim má tato velmi zajímavá a vzácná živorodka šanci alespoň na život v akváriích, jelikož jak již bylo řečeno v přírodě již téměř neexistuje. V osmdesátých letech minulého století jakýsi neznámý akvarista dostal od tamější vlády povolení pro odchyt několika jedinců – to možná tuto zajímavou rybku zachránilo pro budoucí generace akvaristů.[zdroj⁠?!]

## Chov
Voda by měla mít neutrální pH, ale při výkyvech o l stupeň nahoru i dolů nebyly za 20 let chovu zaznamenány žádné negativní účinky. To samé platí i o tvrdosti vody. S úspěchem lze použít vodu 5–25°dGH. Xenotoka červenoocasá je vysloveně všežravec. Nepohrdne komářími larvami, suchými vločkami ani jiným zcela běžným krmením. Doporučuje se do krmení přidávat zelenou složku – salát a špenát.
Chov je jednoduchý při dodržení několika zásad – kvalitní krmení, teplota kolem 20–26 °C a dostatek vody. Nádrže by měly mít kolem 200 litrů vody a více. Je dobré chovat samce se samicemi v poměru 1 : 2.

## Rozmnožování
V těle matky dojde k oplodnění vajíčka a samice během 55–60 dní (podle teploty vody) porodí životaschopné jedince. V akváriích je však třeba vytvořit úkryty, jelikož samice jsou kanibalové. S úspěchem lze použít tzv. porodničku – tedy v akváriu plovoucí nádobku se sítí tak, aby oky sítě propadla mláďata při porodu a samice na ně nemohla.